# 烏特迷失·格來

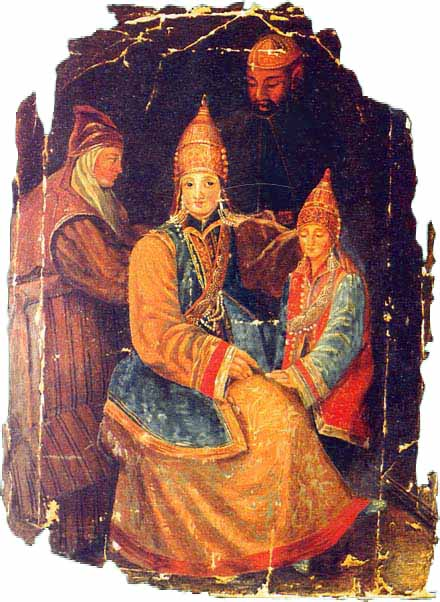
烏特迷失·格來

烏特迷失·格來(1546–1566)，他是薩法·格來之子，在1549-1551年為喀山汗國可汗。
他在父親死後即位但由母親蘇伊姆别姬攝政，但在1551年俄軍第一次圍攻喀山時被親莫斯科貴族背叛，被移交莫斯科公國。
在1553年1月他受洗，改名为亚历山大，1566年死。